# 徐塘羌族乡
徐塘羌族乡，是中华人民共和国四川省绵阳市平武县曾经下辖的一个民族乡。2019年12月，撤销徐塘羌族乡和豆叩镇，设立豆叩羌族乡。

## 行政区划
徐塘羌族乡撤销前下辖以下地区：
油榨村、海棠村、复兴村、杨柳村和平沟村。